# Torneo de La Bisbal del Ampurdán 2023
El Torneig Internacional de Tennis Femení Solgironès 2023 fue un torneo de tenis profesional jugado en canchas de tierra batida. Se trató de la 7.ª edición del torneo que formó parte de los Torneos WTA 125s en 2023. Se llevó a cabo en La Bisbal del Ampurdán, España, entre el 6 al 11 de junio de 2023.

## Cabezas de serie

### Individuales
| Tenista           | Ranking | Preclasificada |
| Rebeka Masarova   | 69      | 1              |
| Jil Teichmann     | 77      | 2              |
| Panna Udvardy     | 97      | 3              |
| Caroline Dolehide | 101     | 4              |
| Nadia Podoroska   | 103     | 5              |
| Diana Shnaider    | 108     | 6              |
| Arantxa Rus       | 115     | 7              |
| Tamara Korpatsch  | 123     | 8              |

- Ranking del 29 de mayo de 2023

### Dobles
| Tenista                                | Ranking | Preclasificada |
| Anastasia Dețiuc Andrea Gámiz          | 163     | 1              |
| Ekaterine Gorgodze Oksana Kalashnikova | 179     | 2              |

## Campeonas

### Individuales femeninos
Arantxa Rus venció a  Panna Udvardy por 7–6(2), 6–3

### Dobles femenino
Caroline Dolehide /  Diana Shnaider vencieron a  Aliona Bolsova /  Rebeka Masarova por 7–6(5), 6–3